# Picnomon acarna
La cabeza de pollo (Picnomon acarna) es la única especie del género monotípico Picnomon perteneciente a la familia de las asteráceas.

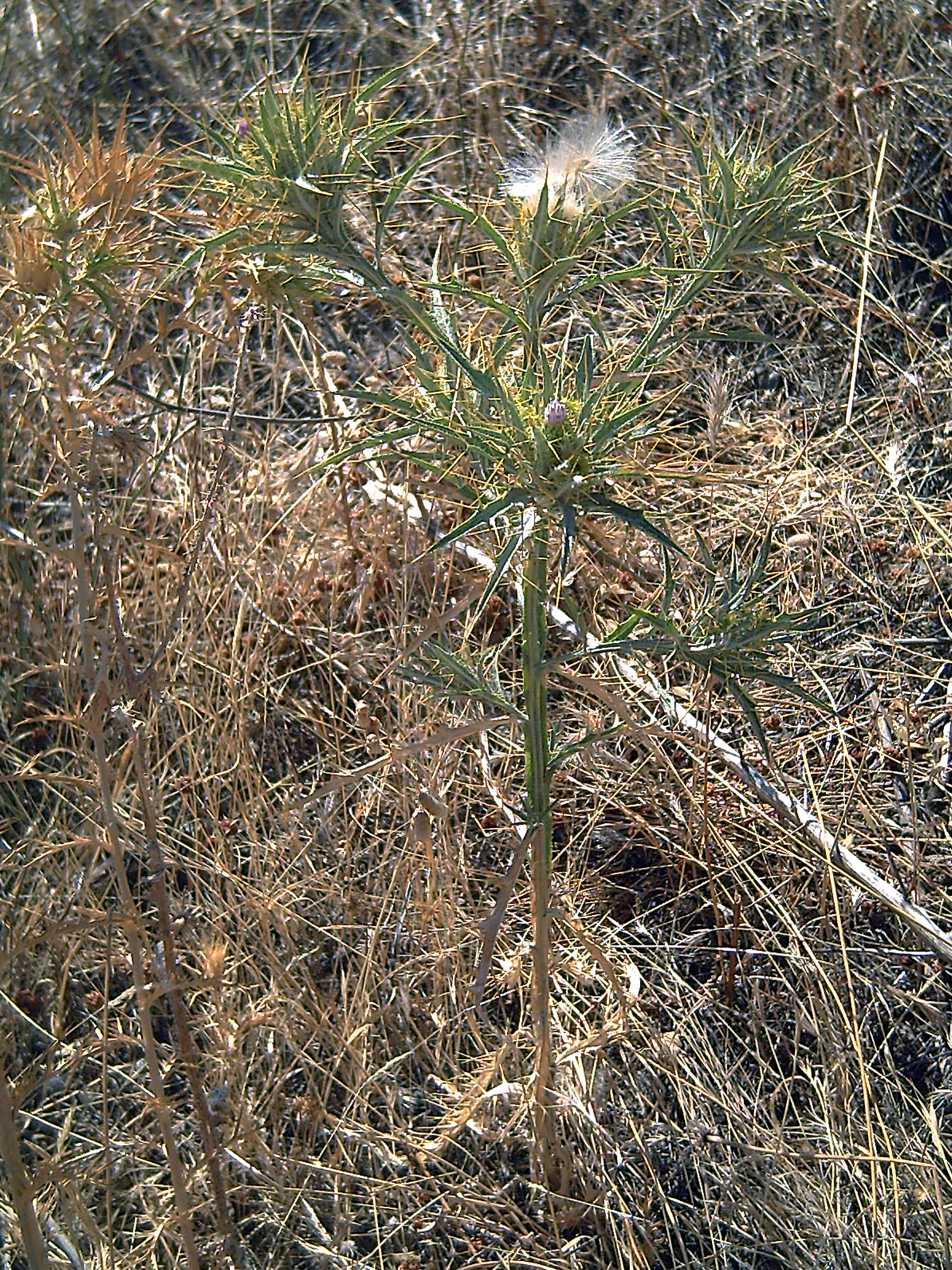
Vista de la planta

## Descripción
Es una planta anual, con pelos unicelulares araneosos, muy ramificada desde la base. El tallo es erecto y provisto de alas espinosas en toda su longitud. Las hojas son alternas, lineares-lanceoladas, sésiles y decurrentes, de 8-12 cm de largo, con 3-4 dientes grandes alejados, con espinas amarillas de hasta 1,5 cm de largo, entre las que se encuentran dientes más pequeños con espinas más cortas, y con la haz provista de un denso indumento
blanco-araneoso, de pelos aplicados. Los capítulos son terminales, sésiles, solitarios o, más habitualmente, en grupos densos de 2-8, organizados a su vez en una inflorescencia más o menos corimbiforme, sobrepasados por las hojas involucrales. El involucro, densamente araneoso, es cilíndrico, de 8-15 mm de largo y constituido por brácteas herbáceas o más o menos coriáceas, imbricadas y  adpresas, más largas las interiores, y las externas y medias con apéndice apical pectinado-espinuloso, recurvado. El receptáculo, plano y alveolado, soporta páleas blanquecinas. Los flósculos, hermafroditas, tienen la corola tubulosa, pentámera, más o menos zigomorfa, glabra, purpúrea o rosado-purpúrea. Los filamentos de los 5 estambres  son libres y vilosos. Las Cipselas, homomorfas, de color marrón claro, brillantes, son ovales-oblongas, algo comprimidas, con placa apical de borde entero rodeando un nectario pentamero de unos 0,5mm de alto; el vilano está constituido por pelos de 15-20 mm de largo,  plumosas.

## Hábitat
Terrenos de cultivo y baldíos secos.

## Distribución
Por el Mediterráneo y Europa meridional.

## Taxonomía
Picnomon acarna fue descrito primero por Carlos Linneo como Carduus acarna y publicado en Species Plantarum, vol. 2, p. 820, en 1753 y posteriormente incluido en el género de nueva creación Picnomon por  Alexandre Henri Gabriel de Cassini y publicado en Dict. Sci. Nat. 40: 188, en 1826
Citología
Número de cromosomas de Picnomon acarna (Fam. Compositae) y táxones infraespecíficos: 2n=34. 2n=22. 2n=32.
Sinonimia
- Carduus acarna L. (basiónimo)
- Carlina acarna (L.) M.Bieb.
- Carthamus canescens Lam.
- Cirsium acarna (L.) Moench
- Cirsium pisidium Wettst.
- Cnicus acarna (L.) L.[7]

## Nombres comunes
- Castellano: azafrán descarnado, azota-Cristos, azotacristos, cabeza de pollo, cardo, cardo ajonjero, cardo ajonjero de Salamanca, cardo barbero, cardo bardero, cardo blanco, cardo borriquero, cardo cabeza de pollo, cardo cucare, cardo cuco, cardo rojo, cardo santo, cardoblanco, descarnada portuguesa, espino de cazar pájaros.[8]